# James Fox (Sänger)
James Fox (* 6. April 1976 in Cardiff, South Wales; eigentlich James Mullett) ist ein britischer Sänger, Songschreiber, Pianist und Gitarrist. Er vertrat im Jahr 2004 Großbritannien beim Eurovision Song Contest.

## Leben
Fox wuchs in der walisischen Stadt Gilfach auf. Im Alter von sieben Jahren nahm er Klavierunterricht, später lernte er zudem, Gitarre und Schlagzeug zu spielen.

### Erste musikalische Schritte
Nachdem er die Heolddu Comprehensive School verlassen hatte, arbeitete Fox (sowohl unter seinem bürgerlichen Namen als auch unter dem Pseudonym „Nick James“) zwölf Jahre als Sänger auf Kreuzfahrtschiffen, in Kneipen und in Clubs. Später gründete er zusammen mit Kevin Simm die Band Force5, die hauptsächlich auf der Golden Mile in Blackpool tätig war. Als sich Simm der Gruppe Liberty X (die Gewinnerband der ersten Staffel der britischen Ausgabe von Popstars) anschloss, stellte er Fox dem Management der Firma Hyperactive vor. Er wurde als Solist unter Vertrag genommen, aber auch als Backgroundsänger für verschiedene Gruppen wie Liberty X, Ultra und Wet Wet Wet. Zudem unterhielt er die britischen Truppen in Bosnien und Herzegowina, Afghanistan und auf den Falklandinseln.
2003 nahm er an der britischen Ausgabe der Castingshow Fame Academy teil, die dem Sieger einen Plattenvertrag versprach. Fox konnte die Sendung nicht gewinnen, wurde aber Fünfter, was ihm den Weg zu Karrieremöglichkeiten ebnete.

### Teilnahme am Eurovision Song Contest
2004 nahm Fox mit dem von Gary Miller komponierten und Tim Woodcock getexteten Lied Hold On to Our Love an Making Your Mind Up, der britischen Vorentscheidung zum Eurovision Song Contest, teil. Er konnte sich mit deutlichem Abstand gegen die fünf anderen Teilnehmer durchsetzen. Beim Eurovision Song Contest 2004 in Istanbul war er weniger erfolgreich, mit 29 Punkten erreichte er den 16. Platz unter 24 Teilnehmern. Mit seinem Beitrag hatte er im Vereinigten Königreich dennoch einen kleinen Hit und kam auf Platz 13 in den Singlecharts.

### Musiktheater
2004 spielte James Fox den Judas in einer von Bill Kenwright produzierten Version des Musicals Jesus Christ Superstar. Während eines Auftrittes wurde Tim Rice auf ihn aufmerksam und schlug ihn für die Rolle des Klavierspielers in der US-amerikanischen Produktion des Billy-Joel-Musicals Movin’ Out vor. Das Casting verlief erfolgreich und am 6. April 2005 fand seine erste Show statt. Später reiste er mit der Tour-Produktion des Musicals auch nach Kanada. 2006 kehrte er nach Großbritannien zurück, um in der britischen Version des Musicals die gleiche Rolle zu übernehmen.
Zum Ende der Fußballsaison 2007/08 veröffentlichte er zusammen mit dem walisischen Verein Cardiff City, den „Bluebirds“, den Song Bluebirds Flying High, mit dem er zum zweiten Mal in die britischen Charts kam.